# Lehen (Gemeinde Gutau)
Lehen ist eine Ortschaft in der Marktgemeinde Gutau im Bezirk Freistadt in Oberösterreich.

## Geographie
Lehen gehört zur Katastralgemeinde Gutau. Die Ortschaft umfasst die gleichnamigen zerstreuten Häuser Lehen, das Dorf Falbenstein, die Rotte Riedlhammer und den Weiler Schwanzlau sowie die Einzelhöfe Baumgartner, Fraulehner, Hinteneder, Hofstätter, Panholzer, Schöferberg, Stampfhofer und Wegerer. Sie zählte am 1. April 2020 121 Adressen.
Die Ortschaft Lehen ist Teil der Raumeinheit Aist-Naarn-Kuppenland. Die zerstreuten Häuser Lehen liegen im Einzugsgebiet des Gutauer Bachs im Westen und des Stampfenbachs im Osten.

## Geschichte
Lehen wurde im Jahr 1334 im Urbar des Bistums Regensburg als an dem Lehen und 1422 als Gut Mitterhaus am Lehen urkundlich erwähnt. Als Lehen wurden in Oberösterreich alle kleineren Bauerngüter bezeichnet.

## Kultur und Sehenswürdigkeiten

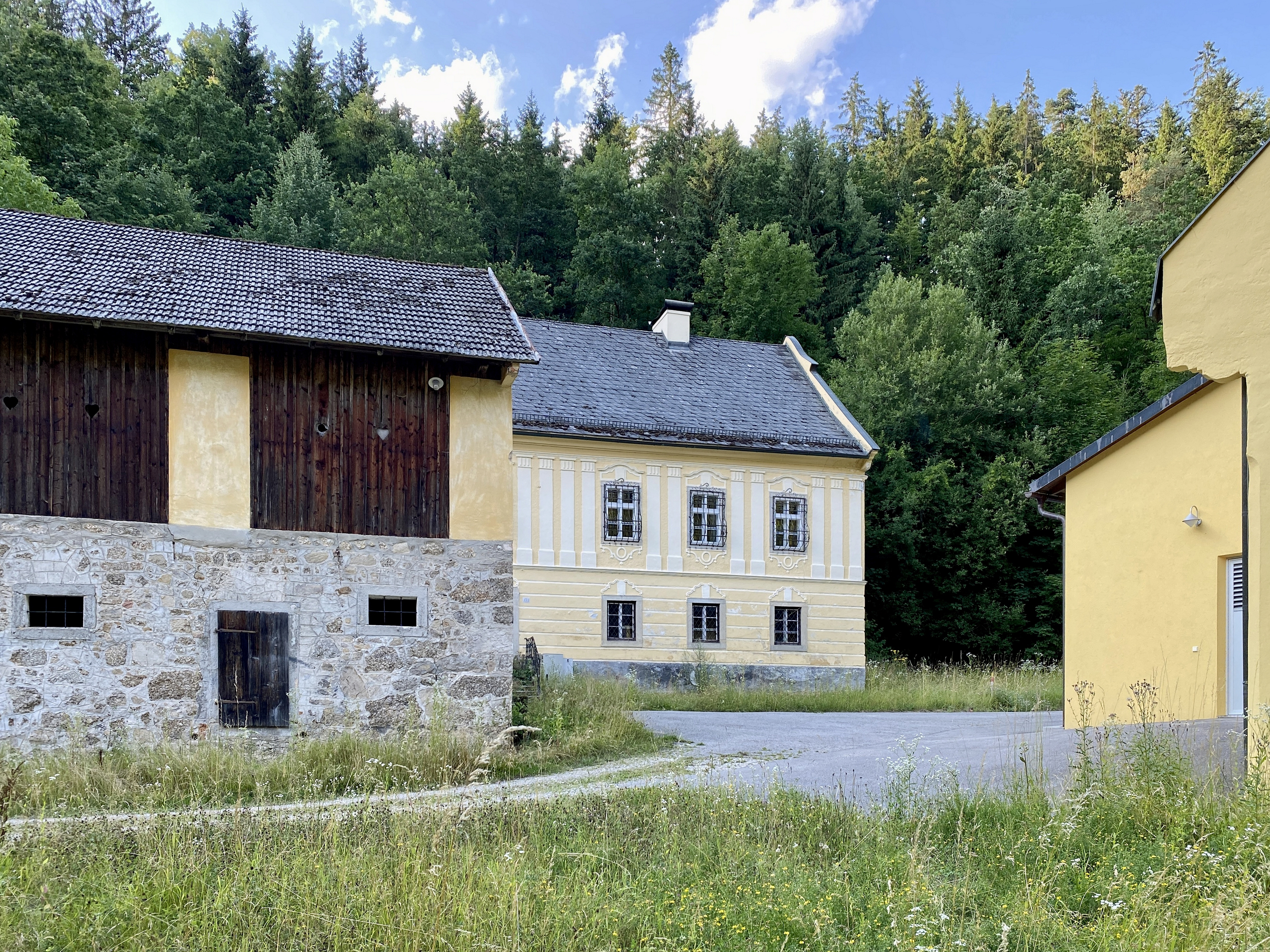
Hammerschmiede Riedlhammer

Die historische Anlage der Hammerschmiede Riedlhammer steht in weiten Teilen unter Denkmalschutz Es handelt sich um einen nach 1844 stillgelegten Sensenhammer, der aus einem Herrenhaus, einer in ein Elektrizitätswerk umgewandelten Sensenschmiede, einer Schmiede, einem Kellerstöckl und aus Stall- und Wirtschaftsgebäuden besteht. Auf einer natürlichen Felsformation oberhalb des Areals steht die Ruine eines mittelalterlichen gemauerten Turms.
Der Hof Hinteneder (Lehen Nr. 22) ist ein Einspringer, der 1412 urkundlich erwähnt und in Teilen um 1800 erbaut wurde. Seine Putzfassade weist eine Inschrift und Fenster mit Steckgittern auf. In seiner Stube befindet sich eine Holzdecke mit einem geschnitzten Rüstbaum, der mit der Jahreszahl 1803 bezeichnet ist. Einige Holzbauten des Hofs stammen aus dem Jahr 1933. Der Hof Strohsack (Lehen Nr. 30) wurde urkundlich 1418 erwähnt. Es handelt sich um einen Vierkanter, der im 19. und Anfang des 20. Jahrhunderts errichtet wurde. Sein Stadel ist mit Jahreszahl 1912 versehen. Eine Wagenhütte und der Futterboden stammen aus der gleichen Zeit. Zum Areal gehören ferner ein steinerner Kobel für Schweine und daneben ein Backhaus mit einem Tonnengewölbe und einem Strohdach.
Beim Haus Lehen Nr. 17 steht eine im 19. Jahrhundert errichtete Kapelle, die ein Walmdach, ein Gitter aus Schmiedeeisen und Druckbilder aufweist. Eine Tabernakelsäule beim Haus Lehen Nr. 22 ist mit der Jahreszahl 1862 bezeichnet. Beim Hof Panholzer (Lehen Nr. 28) befindet sich ein Pechölstein. Die Österreichische UNESCO-Kommission nahm das traditionelle Handwerk des Pechölbrennens im östlichen Mühlviertel 2013 in das Verzeichnis des immaterielles Kulturerbes in Österreich auf.
Folgende Wanderwege führen durch Lehen: der 13,4 Kilometer lange, leichte Waldluftbadeweg Prandegg und der 11,7 Kilometer lange, mittelschwere Weg zur Ruine Prandegg.

## Verkehr
Durch die Ortschaft verläuft die Landesstraße L1472 (Gutauer Straße). Es gibt eine Haltestelle Gutau Lehen des Regionalbusverkehrs.